# No Protection (Starship)
No Protection è il secondo album in studio del gruppo rock Starship (derivato dai Jefferson Starship), pubblicato nel 1987.

## Tracce
1. Beat Patrol – 4:23 (Johnny Warman)
2. Nothing's Gonna Stop Us Now – 4:29 (Diane Warren, Albert Hammond)
3. It's Not Over ('Til It's Over) – 4:18 (Robbie Nevil, John Van Tongeren, Phil Galdston)
4. Girls Like You – 4:15 (Craig Chaquico, Steve Diamond, Mickey Thomas)
5. Wings of a Lie – 4:57 (P. Wolf, Ina Wolf)
6. The Children – 5:40 (Martin Page, Clif Magness)
7. I Don't Know Why – 4:08 (Grace Slick, Jeff Pennig, Michael Luna)
8. Transatlantic – 4:18 (Anton Fig, Galdston)
9. Say When – 4:23 (David Roberts)
10. Babylon – 4:37 (Slick, Tommy Funderburk, Larry Williams)
11. Set the Night to Music – 4:40 (Warren)